# Округ Самит (Охајо)
Округ Самит (енгл. Summit County) је округ у америчкој савезној држави Охајо.

## Демографија
По попису из 2010. године број становника је 541.781, што је 1.118 (-0,2%) становника мање него 2000. године.
| Група             | 2000.           | 2010.           |
| Белци             | 450.620 (83,0%) | 431.624 (79,7%) |
| Афроамериканци    | 71.608 (13,2%)  | 78.120 (14,4%)  |
| Азијати           | 7.641 (1,4%)    | 11.885 (2,2%)   |
| Хиспаноамериканци | 4.781 (0,9%)    | 8.660 (1,6%)    |
| Укупно            | 542.899         | 541.781         |